# Petalidi
Petalidi  (in greco Πεταλίδι?) è un ex comune della Grecia nella periferia del Peloponneso di 3 601 abitanti secondo i dati del censimento 2001.
È stato soppresso a seguito della riforma amministrativa detta Programma Callicrate in vigore dal gennaio 2011 ed è ora compreso nel comune di Messene.

## Località
Petalidi è divisa nelle seguenti comunità (popolazione al 2001):
- Achladochori (pop: 356)
- Daras (pop: 458)
- Drosia (pop: 115)
- Kalochori (pp: 209)
- Karpofora (pop: 340)
- Kastania (pop: 43)
- Kokkino (pop: 118)
- Lykissa (pop: 90)
- Mathia (pop: 84)
- Neromylos (pop: 454)
- Paniperi (pop: 339)
- Petalidi (pop:1.191)